# Art on Line
Art on Line, född 1 maj 2007, är en svensk varmblodig travhäst. Han tränas av Mikko Aho vid Åbytravet.
Art on Line började tävla i december 2010 och inledde karriären med fyra raka segrar. Han har till januari 2020 sprungit in 4 miljoner kronor på 139 starter varav 35 segrar, 16 andraplatser och 22 tredjeplatser. Han har tagit karriärens hittills största segrar i två försök av Gulddivisionen (jan 2015, juli 2018) och Prix Charlie Mills (2016).
Han är även framgångsrik inom monté, och vann Åby Stora Montépris (2015) tillsammans med sin skötare Iina Aho.

## Karriär
Art on Line debuterade i lopp den 2 december 2010 på Åbytravet, körd av sin tränare Mikko Aho. Han segrade direkt i debuten och var sedan obesegrad i sina fyra första starter. Han gjorde sin första start på V75 den 7 maj 2011 då han kom på tredjeplats i Klass II på Örebrotravet.
Den 31 januari 2015 på Axevalla debuterade han i den högsta serien Gulddivisionen, körd av Johnny Takter. Han segrade direkt i debuten. Han segrade även i Gulddivisionen den 7 juli 2018 på Halmstadtravet till oddset 41.24, vilket är en av de största skrällarna i V75-historien. I det loppet kördes han av Carl Johan Jepson.
Under 2016 tävlade han i Frankrike och gjorde flera starter på Vincennesbanan i Paris. Han var uppstallad vid Conrad Lugauers franska anläggning och tränades av honom. Han startade både i sulkylopp och monté. Han segrade i sulkyloppet Prix Charlie Mills den 7 oktober 2016 under franska vintermeetinget, körd av Lugauer. Segern var värd 271 683 kronor, vilket gör detta till hans penningmässigt största seger.
Inför 2020 höjdes maxåldern för att tävla som travhäst i Sverige. När Art On Line startade i Gulddivisionen den 4 januari 2020 på Jägersro blev han historisk som den första 13-åringen att starta på svenska rikstoton. Han blev oplacerad i loppet.